# Senorita 89
Senorita 89 (spanska Señorita 89) är en mexikansk dramathrillerserie från 2022 vars första säsong består av 9 avsnitt och har premiär på TV4 den 17 april 2023. Serien är skapad av Lucía Puenzo, och hade premiär i USA och Latinamerika i februari 2022. Serien har blivit förnyad med en andra säsong.

## Handling
Serien utspelar sig år 1989 och kretsar kring en grupp kvinnor som deltar i skönhetstävlingen Miss Mexiko. Allt är inte glamour utan bakom den fina fasaden utnyttjas kvinnor för att ta sig vidare i tävlingen. Tillsammans enas kvinnorna om att kämpa emot.

## Roller i urval
- Edwarda Gurrola – Luisa
- Marcelo Alonso
- Juan Manuel Bernal
- Luis Ernesto Franco